# Виктор Линделеф
Виктор Јерген Нилсон Линделеф (Вестерос, 17. јул 1994) професионални је шведски фудбалер који игра на позицији штопера за енглески клуб Манчестер Јунајтед.

## Каријера
Рођен 17. јула 1994. године у граду Вестеросу. Играо је у млађим категоријама фудбалских клубова Франке, Вестерос ИК и Вестерос СК.
Као сениор је дебитовао 2009. године за екипу клуба Вестерос СК. Провео је укупно три и по сезоне у овом тиму, играјући на више од 40 првенствених мечева.
Године 2012. прелази у лисабонску Бенфику. У првој сезони играо је за резервну екипу Бенфику Б у другој лиги Португалије. Дана 10. маја 2014, Линделоф је дебитовао у Првој лиги мечу против Порта, заменивши Јоана Кансела у другом полувремену. Исте године је са екипом освојио шампионску титулу и куп Португалије. У наредним сезонама са Бенфиком је освојио још три шампионске титуле и један куп.
Дана 14. јуна 2017. године потписао је уговор са славним Манчестер јунајтедом. Уговор важи до 2021. године.

## Репрезентација
Линделеф је представљао Шведску репрезентацију на нивоу до 17, до 19 година, до 21 године и на вишим нивоима. Он је био члан екипе испод 21 године која је освојила Европско првенство до 21 године. Дебитовао је за А слекцију у марту 2016. и представљао своју земљу на Европском првенству у Француској 2016 и Светском првенству у Русији 2018. године.

### Голови
Голови Линделефа у дресу са државним грбом
| # | Датум              | Место | Противник | Гол | Резултат | Такмичење                                |
| - | ------------------ | ----- | --------- | --- | -------- | ---------------------------------------- |
| 1 | 10. октобар 2016.  | Солна | Бугарска  | 3:0 | 3:0      | Квалификације за Светско првенство 2018. |
| 2 | 20. новембар 2018. | Солна | Русија    | 1:0 | 2:0      | УЕФА Лига нација 2018/19.                |

## Трофеји
Бенфика
- Првак Португалије (4): 2013–14, 2014–15, 2015–16, 2016–17.
- Куп Португалије (2): 2013-14, 2016-17.
- Лига куп Португалије (3): 2013–14, 2014–15, 2015–16.
- Суперкуп Португалије (2): 2014, 2016.

Манчестер јунајтед
- ФА куп (1) : 2023−24.
- Лига куп Енглеске (1) : 2022–23.